# Río Lagartos
Río Lagartos est une ville de l'État du Yucatán, au Mexique.

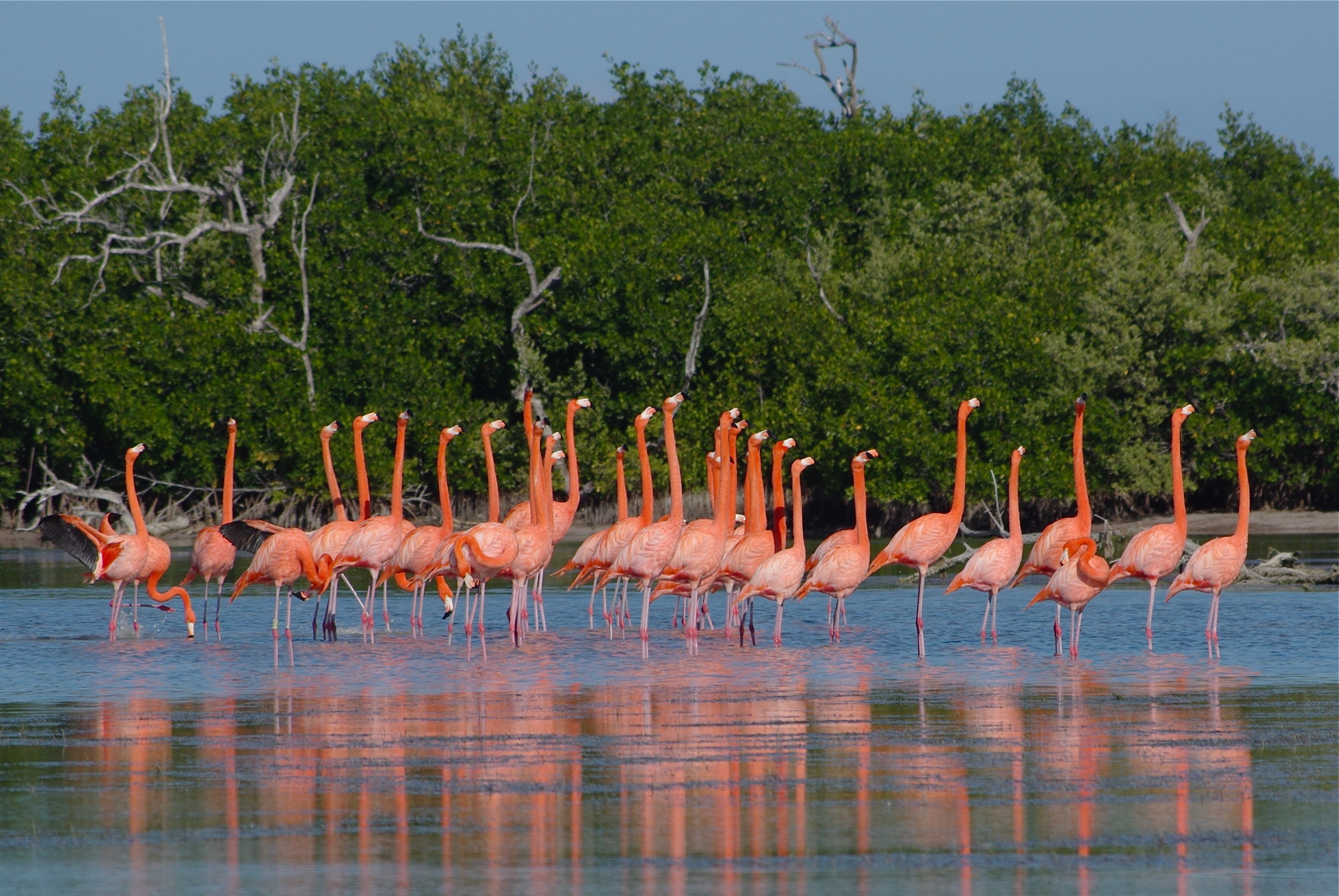
Flamants roses dans le Rio Lagartos.

## Géographie
La ville est située à 42 kilomètres au nord de la ville de Tizimin.